# ناتالي هارفي
ناتالي هارفي (بالإنجليزية: Natalie Harvey)‏ هي منافسة ألعاب القوى أسترالية وبريطانية، ولدت في 19 يناير 1975.

## وصلات خارجية
- ناتالي هارفي على موقع الاتحاد الدولي لألعاب القوى (الإنجليزية)
- ناتالي هارفي على موقع النتائج التاريخية لألعاب القوى الأسترالية (الإنجليزية)
- ناتالي هارفي على موقع أوليمبيديا (الإنجليزية)
- ناتالي هارفي على موقع اللجنة الأولمبية الأسترالية (الإنجليزية)
- ناتالي هارفي على موقع اتحاد ألعاب الكومنولث (مؤرشف) (الإنجليزية)